# Edgar Itt
Edgar Itt (né le 8 juin 1967 à Gedern) est un athlète allemand spécialiste du 400 mètres et du 400 mètres haies.

## Carrière

### Palmarès
| Date | Compétition                  | Lieu      | Résultat | Épreuve          | Performance   |
| ---- | ---------------------------- | --------- | -------- | ---------------- | ------------- |
| 1986 | Championnats du monde junior | Athènes   | 3e       | 400 mètres       | 45 s 72       |
| 1986 | Championnats d'Europe        | Stuttgart | 2e       | 4 × 400 m        | 3 min 00 s 17 |
| 1987 | Championnats du monde        | Rome      | 4e       | 4 × 400 m        | 2 min 59 s 96 |
| 1988 | Jeux olympiques d'été        | Séoul     | 8e       | 400 mètres haies | 48 s 78       |
| 1988 | Jeux olympiques d'été        | Séoul     | 3e       | 4 × 400 m        | 3 min 00 s 56 |
| 1989 | Coupe du monde des nations   | Barcelone | 7e       | 400 mètres       | 45 s 69       |
| 1990 | Championnats d'Europe        | Split     | 8e       | 400 mètres haies | 49 s 83       |
| 1990 | Championnats d'Europe        | Split     | 2e       | 4 × 400 m        | 3 min 00 s 64 |
| 1994 | Championnats d'Europe        | Helsinki  | 5e       | 400 mètres haies | 49 s 11       |
| 1994 | Championnats d'Europe        | Helsinki  | 5e       | 4 × 400 m        | 3 min 04 s 15 |

### Records
| Épreuve          | Performance   | Lieu    | Date            |
| ---------------- | ------------- | ------- | --------------- |
| 400 mètres       | 45 s 38       |         | 1987            |
| 400 mètres haies | 48 s 48       | Erfurt  | 3 juillet 1994  |
| 600 mètres       | 1 min 15 s 1  | Mayence | 19 avril 1994   |
| 800 mètres       | 1 min 48 s 12 | Nice    | 18 juillet 1994 |